# خربة الورد
خربة الورد قرية سوريّة تتبع إداريّاً لمحافظة ريف دمشق منطقة مركز ريف دمشق ناحية ببيلا، بلغ تعداد سكانها 7,293 نسمة حسب التعداد السكاني لعام 2004.